# WCW World Tag Team Championship
Die WCW World Tag Team Championship (zu deutsch WCW Weltmeisterschaft der Tag Teams) war ein Wrestling-Titel der US-amerikanischen Promotion World Championship Wrestling (WCW). Eingeführt von Jim Crockett Promotions (JCP) am 29. Januar 1975, als die Mid-Atlantic Version des NWA World Tag Team Championships, wurde die Meisterschaft am 18. November 2001 mit der WWF World Tag Team Championship vereinigt.

## Geschichte
Die Tag-Team-Titel der World Championship Wrestling (WCW) haben eine lange Tradition. Einige Champions waren u. a. Ric Flair, Dusty Rhodes, die Outsiders (Kevin Nash & Scott Hall), Sting  & Lex Luger, die Dancing Fools (Alex Wright & Disco Inferno) und viele Andere.
Über mehrere Jahre haben mehrerer NWA-Promotionen einen eigenen NWA World Tag Team Titel geführt. Die NWA World Tag Team Championship (eng. NWA Welt Teammeisterschaft) von Jim Crockett Promotions wurde zum Tag Team Titel der Mid-Atlantik Region am 1. Januar 1975 mit Gene Anderson und Ole Anderson als erste Titelträger. Der Titel wurde zum einzigen NWA World Team Team Championship als die letzte NWA Promotion 1982 mit eigenem NWA Tag Team Titel geschlossen wurde.
Trotz des Namens hatte die National Wrestling Alliance keine eigene NWA World Tag Team-Meisterschaft bis 1992, als die NWA ein Turnier zur Krönung der ersten NWA World Tag Team Champions von allen NWA-Territorien krönte. WCW World Tag Team Champions Terry Gordy und Steve Williams gewannen dieses Turnier und wurden die erste Titelträger. Da sie beide Titel hielten wurden die WCW World Tag Team Championship und NWA World Tag Team Championship zusammen verteidigt, bis WCW die NWA im September 1993 verließ. Seit dem 17. Januar 2008 erkennt die NWA keine Regentschaft die zusammen mit den WCW World Tag Team Championship verbunden war und gab offiziell bekannt, dass ihr Titel am 11. April 1995 eingeführt wurde.
Im März 2001 kaufte die World Wrestling Federation die Konkurrenzliga World Championship Wrestling. WWF-Präsident Vince McMahon startete somit die Storyline-Invasion der WCW. Die WWF besiegte damals die Allianz bestehend aus der WCW und der ECW. Während der Invasion blieben nur vier WCW Titel aktiv, darunter die WCW World Tag Team Meisterschaft. Im Ende der Invasion wurde die WCW World Tag Team Championship mit der World Tag Team Championship vereinigt. Als Ergebnis wurde der WCW World Tag Team Titel deaktiviert.

## Rekorde
| Rekord                                        | Rekordhalter                                   | Einheit                                    |
| --------------------------------------------- | ---------------------------------------------- | ------------------------------------------ |
| Meiste Titelregentschaften (Tag Team)         | Harlem Heat (Stevie Ray und Booker T)          | 10 mal                                     |
| Meiste Titelregentschaften (Einzelperson)     | Booker T                                       | 11 mal                                     |
| Längste Regentschaft insgesamt (Tag Team)     | The Minnesota Wrecking Crew                    | 992 Tage (verteilt auf 7 Regentschaften)   |
| Längste Regentschaft insgesamt (Einzelperson) | Ole Anderson                                   | 1.162 Tage (verteilt auf 8 Regentschaften) |
| Längste Regentschaft                          | Doom (Butch Reed und Ron Simmons)              | 282 Tage                                   |
| Kürzeste Regentschaft                         | The Misfits In Action (Cpl.Cajun und Lt. Loco) | >30 Minuten                                |
| Ältester Titelträger                          | Diamond Dallas Page                            | 44 Jahre und 256 Tage                      |
| Jüngster Titelträger                          | David Flair                                    | 20 Jahre und 304 Tage                      |
| Schwerster Titelträger                        | Scott Hall und The Giant                       | 330 Kilogramm                              |
| Leichtester Titelträger                       | Rey Mysterio und Juventud Guerrera             | 150 Kilogramm                              |

## Liste der Titelträger
| #   | Titelträger                                                        | Nr. | Tage | Datum              | Ort                         | Veranstaltung                              | Anmerkung |
| --- | ------------------------------------------------------------------ | --- | ---- | ------------------ | --------------------------- | ------------------------------------------ | --- |
| 1   | Gene Anderson und Ole Anderson The Minnesota Wrecking Crew         | 1   | 106  | 29. Januar 1975    | Raleigh, NC                 | Houseshow                                  | |
| 2   | Paul Jones und Wahoo McDaniel                                      | 1   | 27   | 15. Mai 1975       | Greensboro, NC              | Houseshow                                  | |
| 3   | Gene Anderson und Ole Anderson The Minnesota Wrecking Crew         | 2   | 230  | 11. Juni 1975      | Raleigh, NC                 | Houseshow                                  | |
| 4   | Rufus R. Jones und Wahoo McDaniel (2)                              | 1   | 7    | 27. Januar 1976    | Columbia, SC                | Houseshow                                  | |
| 5   | Gene Anderson und Ole Anderson The Minnesota Wrecking Crew         | 3   | 92   | 3. Februar 1976    | Raleigh, NC                 | Houseshow                                  | |
| 6   | Dino Bravo und Mr. Wrestling                                       | 1   | 54   | 5. Mai 1976        | Raleigh, NC                 | Houseshow                                  | |
| 7   | Gene Anderson und Ole Anderson The Minnesota Wrecking Crew         | 4   | 181  | 28. Juni 1976      | Raleigh, NC                 | Houseshow                                  | |
| 8   | Ric Flair und Greg Valentine                                       | 1   | 133  | 26. Dezember 1976  | Greensboro, NC              | Houseshow                                  | |
| 9   | Gene Anderson und Ole Anderson The Minnesota Wrecking Crew         | 5   | 138  | 8. Mai 1977        | Charlotte, NC               | Houseshow                                  | |
| 10  | Dusty Rhodes und Dick Slater                                       | 1   | 7    | 23. September 1977 | Atlanta, GA                 | Houseshow                                  | |
| 11  | Gene Anderson und Ole Anderson The Minnesota Wrecking Crew         | 6   | 30   | 30. September 1977 | Atlanta, GA                 | Houseshow                                  | |
| 12  | Ric Flair und Greg Valentine                                       | 2   | 153  | 30. Oktober 1977   | Atlanta, GA                 | Houseshow                                  | |
| —   | Titel vakant                                                       | —   | —    | April 1978         | N/A                         | N/A                                        | Flair und Valentine wurden von der NWA aufgefordert, den Titel für vakant zu erklären, weil sie permanent Matches durch Disqualifikationen beendeten. |
| 13  | Paul Jones (2) und Ricky Steamboat                                 | 1   | 45   | 23. April 1978     | Greensboro, NC              | Houseshow                                  | Jones und Steamboat gewannen ein Turnier, an dem noch zehn andere Tag Teams teilnahmen. |
| 14  | Baron von Raschke und Greg Valentine (3)                           | 1   | 177  | 7. Juni 1978       | Greensboro, NC              | Houseshow                                  | |
| 15  | Paul Orndorff und Jimmy Snuka                                      | 1   | 148  | Dezember 1978      | N/A                         | Houseshow                                  | Der Ort des Titelwechsels ist unbekannt. |
| 16  | Paul Jones (3) und Baron von Raschke (2)                           | 1   | 102  | 28. April 1979     | N/A                         | Houseshow                                  | Der Ort des Titelwechsels ist unbekannt. |
| 17  | Ric Flair (3) und Blackjack Mulligan                               | 1   | 14   | 8. August 1979     | Greensboro, NC              | Houseshow                                  | |
| 18  | Paul Jones (4) und Baron von Raschke (3)                           | 2   | 63   | 22. August 1979    | Raleigh, NC                 | Houseshow                                  | |
| 19  | Ricky Steamboat (2) und Jay Youngblood                             | 1   | 157  | 24. Oktober 1979   | Raleigh, NC                 | Houseshow                                  | |
| 20  | Ray Stevens und Greg Valentine (4)                                 | 1   |      | 29. März 1980      | Charlotte, NC               | Houseshow                                  | |
| 21  | Ricky Steamboat (3) und Jay Youngblood (2)                         | 2   |      | 10. Mai 1980       | Greensboro, NC              | Houseshow                                  | |
| 22  | Ray Stevens (2) und Jimmy Snuka (2)                                | 1   |      | 22. Juni 1980      | Greensboro, NC              | Houseshow                                  | |
| 23  | Paul Jones (5) und Masked Superstar                                | 1   |      | 27. November 1980  | Greensboro, NC              | Houseshow                                  | |
| 24  | Ivan Koloff und Ray Stevens (3)                                    | 1   |      | 22. Februar 1981   | Greensboro, NC              | Houseshow                                  | |
| 25  | Paul Jones (6) und Masked Superstar (2)                            | 1   |      | 22. Februar 1981   | Greensboro, NC              | Houseshow                                  | |
| 26  | Gene Anderson und Ole Anderson The Minnesota Wrecking Crew         | 7   |      | 1. Mai 1981        | Richmond, VA                | Houseshow                                  | |
| —   | Titel vakant                                                       | —   | —    | Dezember 1981      | N/A                         | N/A                                        | Gene Anderson wurde laut Storyline verletzt und die Minnesota Wrecking Crew wurde von der NWA aufgefordert, die Titel abzulegen. |
| 27  | Ole Anderson (8) und Stan Hansen                                   | 1   |      | 28. Februar 1982   | Atlanta, GA                 | Houseshow                                  | Anderson und Hansen gewannen die Titel in einem Turnierfinale. |
| —   | Titel vakant                                                       | —   | —    | September 1982     | N/A                         | Houseshow                                  | Die NWA forderte Anderson und Hansen auf, die Titel abzulegen. |
| 28  | Don Kernodle und Sgt. Slaughter                                    | 1   |      | September 1982     | N/A                         | Houseshow                                  | Kernodle und Sgt. Slaughter gewannen die Titel in einem fiktiven Turnierfinale. Die NWA behauptete, dass sie Antonio Inoki und Giant Baba in Tokio (Japan) besiegten. |
| 29  | Ricky Steamboat (4) und Jay Youngblood (3)                         | 3   |      | 12. März 1983      | Greensboro, NC              | Houseshow                                  | |
| 30  | Jack und Jerry Brisco                                              | 1   |      | 18. Juni 1983      | Greenville, SC              | Houseshow                                  | |
| 31  | Ricky Steamboat (5) und Jay Youngblood (4)                         | 4   |      | 3. Oktober 1983    | Greenville, SC              | Houseshow                                  | |
| 32  | Jack und Jerry Brisco                                              | 2   |      | 21. Oktober 1983   | Richmond, VA                | Houseshow                                  | |
| 33  | Ricky Steamboat (6) und Jay Youngblood (5)                         | 5   |      | 24. November 1983  | Greensboro, NC              | Starrcade (1983)                           | |
| —   | Titel vakant                                                       | —   | —    | 25. Dezember 1983  | N/A                         | N/A                                        | Die NWA vakatierte den Titel, nachdem Steamboat seinen Rückzug vom Wrestling erklärte. |
| 34  | Don Kernodle (2) und Bob Orton, Jr.                                | 1   |      | 8. Januar 1984     | Charlotte, NC               | Houseshow                                  | Kernodle und Orton gewannen den Titel in einem Turnierfinale. |
| 35  | Wahoo McDaniel (3) und Mark Youngblood                             | 1   |      | 4. März 1984       | Charlotte, NC               | Houseshow                                  | |
| 36  | Jack und Jerry Brisco                                              | 3   |      | 4. April 1984      | Spartanburg, SC             | Houseshow                                  | |
| 37  | Wahoo McDaniel (4) und Mark Youngblood (2)                         | 2   |      | 5. Mai 1984        | Greensboro, NC              | Houseshow                                  | |
| 38  | Don Kernodle (3) und Ivan Koloff                                   | 1   |      | 8. Mai 1984        | Raleigh, NC                 | Houseshow                                  | |
| 39  | Manny Fernandez und Dusty Rhodes (2)                               | 1   |      | 20. Oktober 1984   | Raleigh, NC                 | Houseshow                                  | |
| 40  | Ivan (3) und Nikita Koloff                                         | 1   |      | 18. März 1985      | Fayetteville, NC            | Houseshow                                  | Während dieser Regentschaft schloss sich Krusher Khrushchev (1) dem Tag Team an und die NWA erlaubte allen drei Wrestlern, den Titel zu verteidigen. |
| 41  | Robert Gibson und Ricky Morton The Rock ’n’ Roll Express           | 1   |      | 9. Juli 1985       | Shelby, NC                  | Houseshow                                  | |
| 42  | Ivan (4) und Nikita Koloff (2)                                     | 2   |      | 13. Oktober 1985   | Charlotte, NC               | Houseshow                                  | |
| 43  | Robert Gibson und Ricky Morton The Rock ’n’ Roll Express           | 2   |      | 28. November 1985  | Greensboro, NC              | Starrcade (1985)                           | |
| 44  | Dennis Condrey und Bobby Eaton The Midnight Express                | 1   |      | 2. Februar 1986    | Atlanta, GA                 | Houseshow                                  | |
| 45  | Robert Gibson und Ricky Morton The Rock ’n’ Roll Express           | 3   |      | 16. August 1986    | Philadelphia, PA            | Houseshow                                  | |
| 46  | Manny Fernandez (2) und Rick Rude                                  | 1   |      | 6. Dezember 1986   | Atlanta, GA                 | Houseshow                                  | |
| 47  | Robert Gibson und Ricky Morton The Rock ’n’ Roll Express           | 4   |      | 26. Mai 1987       | N/A                         | N/A                                        | Die NWA verkündete, dass The Rock ’n’ Roll Express Express ein Titelmatch gewonnen hätten, aber in Wirklichkeit wurde der Titel neu vergeben, da Rick Rude zur WWF gewechselt war. |
| 48  | Arn Anderson und Tully Blanchard                                   | 1   |      | 29. September 1987 | Misenheimer, NC             | Houseshow                                  | |
| 49  | Lex Luger und Barry Windham                                        | 1   |      | 27. März 1988      | Greensboro, NC              | Clash of the Champions I                   | |
| 50  | Arn Anderson und Tully Blanchard                                   | 2   |      | 20. April 1988     | Jacksonville, FL            | Houseshow                                  | |
| 51  | Bobby Eaton (2) und Stan Lane The Midnight Express                 | 1   |      | 10. September 1988 | Philadelphia, PA            | Houseshow                                  | |
| 52  | Animal und Hawk Road Warriors                                      | 1   |      | 29. Oktober 1988   | New Orleans, LA             | Houseshow                                  | |
| 53  | Mike Rotunda und Steve Williams                                    | 1   |      | 2. April 1989      | New Orleans, LA             | Clash of the Champions VI: Ragin' Cajun    | |
| —   | Titel vakant                                                       | —   | —    | 7. Mai 1989        | Nashville, TN               | WrestleWar (1989)                          | Die NWA forderte Rotunda und Williams auf, die Titel abzulegen aufgrund von Fehlverhalten während einer Titelverteidigung. |
| 54  | Jimmy Garvin und Michael Hayes The Fabulous Freebirds              | 1   |      | 14. Juni 1989      | Fort Bragg, NC              | Clash of the Champions VII: Guts und Glory | Garvin und Hayes gewannen den Titel in einem Turnierfinale. |
| 55  | Rick und Scott Steiner Steiner Brothers                            | 1   |      | 1. November 1989   | Atlanta, GA                 | World Championship Wrestling               | Ausgestrahlt am 18. November 1989. |
| 56  | Butch Reed und Ron Simmons Doom                                    | 1   |      | 19. Mai 1990       | Washington, D.C.            | Capital Combat                             | Die letzte von der NWA anerkannte Titelregentschaft. Die WCW vergab die Titel erneut an Doom, nachdem sie sich von der NWA getrennt hatte. |
| 57  | Jimmy Garvin und Michael Hayes The Fabulous Freebirds              | 2   |      | 18. Februar 1991   | Phoenix, AZ                 | WrestleWar (1991)                          | |
| 58  | Rick und Scott Steiner Steiner Brothers                            | 2   |      | 24. Februar 1991   | Montgomery, AL              | WCW Power Hour                             | Ausgestrahlt am 9. März 1991. |
| —   | Titel vakant                                                       | —   | —    | 18. Juli 1991      | N/A                         | N/A                                        | WCW vakatierte den Titel, nachdem Scott laut Storyline eine Verletzung erlitt. |
| 59  | Arn Anderson (3) und Larry Zbyszko The Enforcers                   | 1   |      | 5. September 1991  | Augusta, GA                 | Clash of the Champions XVI: Fall Brawl     | Anderson und Zbyszko gewannen den Titel in einem Turnierfinale. |
| 60  | Ricky Steamboat (7) und Dustin Rhodes                              | 1   |      | 19. November 1991  | Savannah, GA                | Clash of the Champions XVII                | |
| 61  | Arn Anderson (4) und Bobby Eaton (3)                               | 1   |      | 16. Januar 1992    | Jacksonville, FL            | Houseshow                                  | |
| 62  | Rick und Scott Steiner Steiner Brothers                            | 3   |      | 3. Mai 1992        | Chicago, IL                 | Houseshow                                  | |
| 63  | Terry Gordy und Steve Williams (2)                                 | 1   |      | 5. Juli 1992       | Atlanta, GA                 | Houseshow                                  | |
| 64  | Barry Windham (2) und Dustin Rhodes (2)                            | 1   |      | 2. September 1992  | Atlanta, GA                 | Saturday Night                             | Dieser Titelwechsel wurde am 3. Oktober 1992 ausgestrahlt. |
| 65  | Ricky Steamboat (8) und Shane Douglas                              | 1   |      | 18. November 1992  | Macon, GA                   | Clash of the Champions XXI                 | |
| 66  | Steve Austin und Brian Pillman The Hollywood Blonds                | 1   |      | 2. März 1993       | Macon, GA                   | Power Hour                                 | Dieser Titelwechsel wurde am 27. März 1993 ausgestrahlt. |
| 67  | Arn Anderson (5) und Paul Roma                                     | 1   |      | 18. August 1993    | Daytona Beach, FL           | Clash of the Champions XXIV                | |
| 68  | Jerry Sags und Brian Knobbs The Nasty Boys                         | 1   |      | 19. September 1993 | Houston, TX                 | Fall Brawl (1993)                          | |
| 69  | Marcus Bagwell und 2 Cold Scorpio                                  | 1   |      | 4. Oktober 1993    | Columbus, GA                | Saturday Night                             | Dieser Titelwechsel wurde am 23. Oktober 1993 ausgestrahlt. |
| 70  | Jerry Sags und Brian Knobbs The Nasty Boys                         | 2   |      | 24. Oktober 1993   | New Orleans, LA             | Halloween Havoc (1993)                     | |
| 71  | Cactus Jack und Kevin Sullivan                                     | 1   |      | 22. Mai 1994       | Philadelphia, PA            | Slamboree (1993)                           | |
| 72  | Paul Roma (2) und Paul Orndorff (2) Pretty Wonderful               | 1   |      | 17. Juli 1994      | Orlando, FL                 | Bash at the Beach (1994)                   | |
| 73  | Marcus Alexander Bagwell (2) und The Patriot Stars ’n’ Stripes     | 1   |      | 25. September 1994 | Atlanta, GA                 | Saturday Night                             | |
| 74  | Paul Roma (3) und Paul Orndorff (3) Pretty Wonderful               | 2   |      | 23. Oktober 1994   | Detroit, MI                 | Halloween Havoc (1994)                     | |
| 75  | Marcus Alexander Bagwell (3) und The Patriot (2) Stars ’n’ Stripes | 2   |      | 16. November 1994  | Jacksonville, FL            | Clash of the Champions XXIX                | |
| 76  | Booker T und Stevie Ray Harlem Heat                                | 1   |      | 8. Dezember 1994   | Atlanta, GA                 | Saturday Night                             | Dieser Titelwechsel wurde am 14. Januar 1995 ausgestrahlt. |
| 77  | Jerry Sags und Brian Knobbs The Nasty Boys                         | 3   |      | 21. Mai 1995       | Saint Petersburg, FL        | Slamboree (1995)                           | |
| 78  | Booker T und Stevie Ray Harlem Heat                                | 2   |      | 24. Juni 1995      | Orlando, FL                 | WCW WorldWide                              | Dieser Titelwechsel wurde am 3. Mai 1995 aufgezeichnet, achtzehn Tage vor dem Titelgewinn der Nasty Boys. |
| 79  | Dick Slater (2) und Bunkhouse Buck                                 | 1   |      | 22. Juli 1995      | Atlanta, GA                 | Saturday Night                             | Dieser Titelwechsel wurde am 14. Januar 1995 ausgestrahlt. |
| 80  | Booker T und Stevie Ray Harlem Heat                                | 3   |      | 17. September 1995 | Asheville, NC               | Fall Brawl (1995)                          | |
| 81  | Marcus Bagwell (4) und Scott Riggs The American Males              | 1   |      | 18. September 1995 | Johnson City, TN            | Monday Nitro                               | |
| 82  | Booker T und Stevie Ray Harlem Heat                                | 4   |      | 27. September 1995 | Atlanta, GA                 | Saturday Night                             | Dieser Titelwechsel wurde am 28. Oktober 1995 ausgestrahlt. |
| 83  | Sting und Lex Luger (2)                                            | 1   |      | 22. Januar 1996    | Las Vegas, NV               | Monday Nitro                               | |
| 84  | Booker T und Stevie Ray Harlem Heat                                | 5   |      | 24. Juni 1996      | Charlotte, NC               | Monday Nitro                               | |
| 85  | Rick und Scott Steiner Steiner Brothers                            | 4   |      | 24. Juli 1996      | Cincinnati, OH              | Houseshow                                  | |
| 86  | Booker T und Stevie Ray Harlem Heat                                | 6   |      | 27. Juli 1996      | Dayton, OH                  | Houseshow                                  | |
| 87  | Johnny Grunge und Rocco Rock Public Enemy                          | 1   |      | 23. September 1996 | Birmingham, AL              | Monday Nitro                               | |
| 88  | Booker T und Stevie Ray Harlem Heat                                | 7   |      | 7. Oktober 1996    | Canton, OH                  | Monday Nitro                               | |
| 89  | Kevin Nash und Scott Hall The Outsiders                            | 1   |      | 27. Oktober 1996   | Las Vegas, NV               | Halloween Havoc (1996)                     | |
| 90  | Rick und Scott Steiner Steiner Brothers                            | 5   |      | 25. Januar 1997    | Cedar Rapids, IA            | Souled Out (1997)                          | |
| 91  | Kevin Nash und Scott Hall The Outsiders                            | 2   |      | 27. Januar 1997    | Las Vegas, NV               | N/A                                        | WCW-Präsident Eric Bischoff erkannte Nash und Hall die Titel zu, nachdem er die Steiner Brothers aufgefordert hatte, sie ihnen zu überlassen. |
| 92  | Lex Luger (3) und The Giant                                        | 1   |      | 23. Februar 1997   | Daly City, CA               | SuperBrawl (1997)                          | |
| 93  | Kevin Nash und Scott Hall The Outsiders                            | 3   |      | 24. Februar 1997   | Sacramento, CA              | N/A                                        | WCW-Präsident Eric Bischoff erkannte Nash und Hall die Titel zu, nachdem er Luger und den Giant aufgefordert hatte, sie ihnen zu überlassen. |
| 94  | Rick und Scott Steiner Steiner Brothers                            | 6   |      | 13. Oktober 1997   | Tampa, FL                   | Monday Nitro                               | |
| 95  | Kevin Nash und Scott Hall The Outsiders                            | 4   |      | 12. Januar 1998    | Jacksonville, FL            | Monday Nitro                               | |
| 96  | Rick und Scott Steiner Steiner Brothers                            | 7   |      | 9. Februar 1998    | El Paso, TX                 | Monday Nitro                               | Die Steiner Brothers gewannen gegen Syxx und Scott Hall, da Kevin Nash verletzt war. |
| 97  | Kevin Nash und Scott Hall The Outsiders                            | 5   |      | 22. Februar 1998   | Daly City, CA               | SuperBrawl (1998)                          | |
| 98  | Sting (2) und The Giant (2)                                        | 1   |      | 17. Mai 1998       | Worcester, MA               | Slamboree (1998)                           | |
| —   | Titel vakant                                                       | —   | —    | 4. Juni 1998       | N/A                         | N/A                                        | WCW erklärte die Titel vakant, nachdem sich das Tag Team Sting und The Giant aufgelöst hatte. |
| 99  | Sting (3) und Kevin Nash (6)                                       | 1   |      | 14. Juni 1998      | Baltimore, MD               | The Great American Bash (1998)             | Sting gewann die Titel gegen The Giant in einem Einzelmatch. Der Sieger dieses Matches würde Kontrolle über die Tag Team Championship erhalten und konnte sich einen Partner zur Titelverteidigung aussuchen. Sting stellte am folgenden Abend bei Nitro in Hempstead Kevin Nash als seinem neuen Tag-Team-Partner vor. |
| 100 | Scott Hall (6) und The Giant (3)                                   | 1   |      | 20. Juli 1998      | Salt Lake City, UT          | Monday Nitro                               | |
| 101 | Rick Steiner (8) und Kenny Kaos                                    | 1   |      | 26. Oktober 1998   | Phoenix, AZ                 | Monday Nitro                               | Steiner gewann den Titel bei Halloween Havoc mit Buff Bagwell als Tag Team-Partner. Da Bagwell ihn während des Matches verraten hatte, wählte Steiner Kenny Kaos als neuen Tag-Team-Partner. |
| —   | Titel vakant                                                       | —   | —    | 4. Januar 1999     | N/A                         | N/A                                        | WCW erklärte die Titel vakant, nachdem sich Rick Steiner verletzt hatte. |
| 102 | Barry Windham (3) und Curt Hennig                                  | 1   |      | 21. Februar 1999   | Oakland, CA                 | SuperBrawl (1999)                          | Gewannen ein Turnier um den vakanten Titel. |
| 103 | Chris Benoit und Dean Malenko                                      | 1   |      | 14. März 1999      | Louisville, KY              | Uncensored (1999)                          | |
| 104 | Rey Mysterio, Jr. und Billy Kidman                                 | 1   |      | 29. März 1999      | Toronto, Ontario            | Monday Nitro                               | |
| 105 | Raven und Perry Saturn                                             | 1   |      | 9. Mai 1999        | St. Louis, MO               | Slamboree (1999)                           | Gewannen ein Tag-Team-Triangle-Match gegen die Titelträger und ein Team aus Chris Benoit und Dean Malenko. |
| 106 | Diamond Dallas Page, Bam Bam Bigelow und Kanyon The Jersey Triad   | 1   |      | 31. Mai 1999       | Houston, TX                 | Monday Nitro                               | |
| 107 | Chris Benoit (2) und Perry Saturn (2)                              | 1   |      | 10. Juni 1999      | Syracuse, NY                | WCW Thunder                                | |
| 108 | Diamond Dallas Page, Bam Bam Bigelow und Kanyon The Jersey Triad   | 2   |      | 13. Juni 1999      | Baltimore, MD               | The Great American Bash (1999)             | |
| 109 | Booker T und Stevie Ray Harlem Heat                                | 8   |      | 14. August 1999    | Sturgis, SD                 | Road Wild (1999)                           | |
| 110 | Barry Windham (4) und Kendall Windham West Texas Rednecks          | 1   |      | 23. August 1999    | Las Vegas, NV               | Monday Nitro                               | |
| 111 | Booker T und Stevie Ray Harlem Heat                                | 9   |      | 12. September 1999 | Winston-Salem, NC           | Fall Brawl (1999)                          | |
| 112 | Konnan und Rey Misterio, Jr. (2)                                   | 1   |      | 18. Oktober 1999   | Philadelphia, PA            | Monday Nitro                               | |
| —   | Titel vakant                                                       | —   | —    | 24. Oktober 1999   | Las Vegas, NV               | Halloween Havoc (1999)                     | WCW erklärte die Titel vakant, nachdem sich Rey Misterio, Jr. verletzt hatte. |
| 113 | Booker T und Stevie Ray Harlem Heat                                | 10  |      | 24. Oktober 1999   | Las Vegas, NV               | Halloween Havoc (1999)                     | In einem Triple Threat Street Fight gegen Konnan und Billy Kidman sowie Brian Knobbs und Hugh Morrus. |
| 114 | Konnan (2) und Billy Kidman (2)                                    | 1   |      | 25. Oktober 1999   | Phoenix, AZ                 | Monday Nitro                               | |
| 115 | Gerald und Patrick Creative Control                                | 1   |      | 22. November 1999  | Auburn Hills, MI            | Monday Nitro                               | Ron und Don Harris, später auch bekannt als die Harris Brothers. |
| 116 | Bret Hart und Goldberg                                             | 1   |      | 9. Dezember 1999   | Madison, WI                 | WCW Thunder                                | |
| 117 | Kevin Nash (7) und Scott Hall (7) The Outsiders                    | 6   |      | 13. Dezember 1999  | New Orleans, Louisiana      | Monday Nitro                               | |
| —   | Titel vakant                                                       | —   | —    | 27. Dezember 1999  | Houston, TX                 | Monday Nitro                               | WCW erklärte die Titel vakant, nachdem sich Scott Hall verletzt hatte. |
| 118 | David Flair und Crowbar                                            | 1   |      | 3. Januar 2000     | Greenville, SC              | Monday Nitro                               | Gewannen ein Turnier um den vakanten Titel. |
| 119 | Johnny the Bull und Big Vito The Mamalukes                         | 1   |      | 19. Januar 2000    | Evansville (Indiana), IN    | Monday Nitro                               | |
| 120 | Ron Harris und Don Harris The Harris Brothers                      | 2   |      | 12. Februar 2000   | Oberhausen, Deutschland     | Houseshow                                  | |
| 121 | Johnny the Bull und Big Vito The Mamalukes                         | 2   |      | 13. Februar 2000   | Leipzig, Deutschland        | Houseshow                                  | |
| 122 | Ron Harris und Don Harris The Harris Brothers                      | 3   |      | 19. März 2000      | Miami, FL                   | Uncensored (2000)                          | |
| —   | Titel vakant                                                       | —   | —    | 10. April 2000     | Denver, CO                  | N/A                                        | Als Teil einer Neuauflage aller WCW-Titel |
| 123 | Shane Douglas (2) und Buff Bagwell (5)                             | 1   |      | 16. April 2000     | Chicago, IL                 | Spring Stampede                            | Als Gewinner eines Turniers |
| 124 | Brian Adams und Bryan Clark KroniK                                 | 1   |      | 15. Mai 2000       | Biloxi, MS                  | Monday Nitro                               | |
| 125 | Shawn Stasiak und Chuck Palumbo Perfect Event                      | 1   |      | 31. Mai 2000       | Nampa, ID                   | WCW Thunder                                | |
| 126 | Brian Adams und Bryan Clark KroniK                                 | 2   |      | 9. Juli 2000       | Daytona Beach, FL           | Bash at the Beach (2000)                   | |
| 127 | The Great Muta und Vampiro Dark Carnival                           | 1   |      | 13. August 2000    | Vancouver, British Columbia | New Blood Rising                           | |
| 128 | Rey Mysterio, Jr. (3) und Juventud Guerrera The Filthy Animals     | 1   |      | 14. August 2000    | Kelowna, British Columbia   | Monday Nitro                               | |
| —   | Titel vakant                                                       | —   | —    | 18. September 2000 | Ontario, Kanada             | N/A                                        | Myterio Jr. und Guerrera mussten die Titel (im Rahmen einer Storyline) zurückgeben. |
| 129 | Sean O’Haire und Mark Jindrak                                      | 1   |      | 15. September 2000 | Hempstead (New York)        | Monday Nitro                               | Gewannen eine Battle Royal. |
| 130 | Lieutenant Loco und Corporal Cajun Misfits in Action               | 1   |      | 9. Oktober 2000    | Sydney, Australien          | Monday Nitro                               | |
| 131 | Sean O’Haire und Mark Jindrak                                      | 2   |      | 9. Oktober 2000    | Sydney, Australien          | Monday Nitro                               | |
| 132 | Alex Wright und General Rection                                    | 1   |      | 16. November 2000  | Oberhausen, Deutschland     | Millenium Final                            | |
| 133 | Shawn Stasiak und Chuck Palumbo Perfect Event                      | 2   |      | 20. November 2000  | Augusta (Georgia), GA       | Monday Nitro                               | |
| 134 | Diamond Dallas Page (2) und Kevin Nash (8) The Insiders            | 1   |      | 26. November 2000  | Milwaukee, WI               |                                            | |
| 135 | Shawn Stasiak und Chuck Palumbo Perfect Event                      | 3   |      | 4. Dezember 2000   | Lincoln, NE                 | N/A                                        | Der Titel wurde Stasiak und Palumbo von Mike Sanders zuerkannt. |
| 136 | Diamond Dallas Page (2) und Kevin Nash (8) The Insiders            | 2   |      | 17. Dezember 2000  | Washington, D.C.            | Starcade 2000                              | |
| 137 | Chuck Palumbo (4) und Sean O’Haire (3) Natural Born Thrillers      | 1   | 205  | 14. Januar 2001    | Indianapolis, IN            | WCW Sin                                    | Letzte offizielle Champions der WCW. |
| 138 | Kane und The Undertaker The Brothers of Destruction                | 1   | 49   | 9. August 2001     | Los Angeles, CA             | SmackDown                                  | Aufzeichnung |
| 139 | Booker T (11) und Test                                             | 1   | 13   | 25. September 2001 | Dayton, OH                  | SmackDown                                  | Aufzeichnung |
| 140 | Jeff und Matt Hardy The Hardy Boyz                                 | 1   | 15   | 8. Oktober 2001    | Indianapolis, IN            | RAW                                        | |
| 141 | Bubba Ray und D-Von Dudley The Dudley Boyz                         | 1   | 26   | 23. Oktober 2001   | Omaha, NE                   | SmackDown!                                 | |
| —   | Titel vereinigt                                                    | —   | —    | 18. November 2001  | Greensboro, North Carolina  | Survivor Series                            | Der Titel wurde bei der Survivor Series am 18. November 2001 mit der WWF Tag Team Championship vereinigt und deaktiviert. |

## Kombinierte Regentschaften

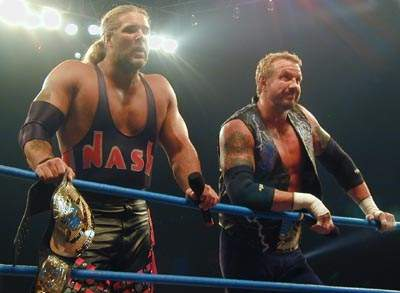
Kevin Nash und DDP als Champions. Nash hielt den Titel neunmal für insgesamt 546 Tage.

| Platz | Name                 | Anzahl | Tage insgesamt |
| ----- | -------------------- | ------ | -------------- |
| 01    | Ole Anderson         | 08     | 1162           |
| 02    | Gene Anderson        | 07     | 0977           |
| 03    | Rick Steiner         | 08     | 0592           |
| 04    | Scott Hall           | 07     | 0572           |
| 05    | Ricky Steamboat      | 08     | 0554           |
| 06    | Kevin Nash           | 09     | 0546           |
| 07    | Arn Anderson         | 05     | 0538           |
| 08    | Greg Valentine       | 04     | 0530           |
| 09    | Scott Steiner        | 07     | 0521           |
| 010   | Booker T             | 11     | 0452           |
| 011   | Stevie Ray           | 10     | 0439           |
| 012   | Don Kernodle         | 03     | 0413           |
| 013   | Robert Gibson        | 04     | 0400           |
| 013   | Ricky Morton         | 04     | 0400           |
| 015   | Baron von Raschke    | 03     | 0367           |
| 016   | Paul Jones           | 06     | 0364           |
| 017   | Ivan Koloff          | 04     | 0352           |
| 017   | Bobby Eaton          | 03     | 0352           |
| 019   | Jay Youngblood       | 05     | 0347           |
| 020   | Tully Blanchard      | 02     | 0323           |
| 021   | Manny Fernandez      | 02     | 0320           |
| 022   | Ric Flair            | 03     | 0300           |
| 023   | Jimmy Snuka          | 02     | 0281           |
| 023   | Butch Reed           | 01     | 0281           |
| 023   | Ron Simmons          | 01     | 0281           |
| 026   | Chuck Palumbo        | 04     | 0264           |
| 027   | Sean O’Haire         | 03     | 0257           |
| 028   | Syxx                 | 01     | 0231           |
| 029   | Ray Stevens          | 03     | 0228           |
| 030   | Paul Orndorff        | 03     | 0217           |
| 031   | Sting                | 03     | 0208           |
| 032   | Jerry Sags           | 03     | 0207           |
| 032   | Brian Knobs          | 03     | 0207           |
| 034   | Dennis Condrey       | 01     | 0195           |
| 035   | Sgt. Slaughter       | 01     | 0192           |
| 036   | Stan Hansen          | 01     | 0185           |
| 037   | Lex Luger            | 03     | 0179           |
| 038   | Jack Brisco          | 03     | 0172           |
| 038   | Jerry Brisco         | 03     | 0172           |
| 040   | Rick Rude            | 01     | 0171           |
| 041   | Dusty Rhodes         | 02     | 0170           |
| 042   | Steve Austin         | 01     | 0169           |
| 042   | Brian Pillman        | 01     | 0169           |
| 044   | Nikita Koloff        | 02     | 0159           |
| 045   | Animal               | 01     | 0155           |
| 045   | Hawk                 | 01     | 0155           |
| 047   | Jimmy Garvin         | 02     | 0134           |
| 047   | Michael Hayes        | 02     | 0134           |
| 049   | Shane Douglas        | 02     | 0133           |
| 050   | The Masked Superstar | 02     | 0127           |
| 051   | Paul Roma            | 03     | 0126           |
| 052   | Barry Windham        | 04     | 0123           |
| 053   | The Giant            | 03     | 0117           |
| 054   | Dustin Rhodes        | 02     | 0116           |
| 055   | Krusher Khrushchev   | 01     | 0113           |
| 056   | Marcus Bagwell       | 05     | 0109           |
| 057   | Diamond Dallas Page  | 04     | 0106           |
| 058   | Steve Williams       | 02     | 094            |
| 059   | Rey Mysterio, Jr.    | 03     | 082            |
| 060   | Dick Slater          | 02     | 078            |
| 061   | Larry Zbyszko        | 01     | 075            |
| 062   | Kenny Kaos           | 1      | 070            |
| 062   | Bam Bam Bigelow      | 02     | 070            |
| 062   | Chris Kanyon         | 02     | 070            |
| 065   | Billy Kidman         | 02     | 069            |
| 066   | Wahoo McDaniel       | 04     | 068            |
| 067   | Johnny the Bull      | 02     | 060            |
| 067   | Big Vito             | 02     | 060            |
| 069   | Terry Gordy          | 01     | 059            |
| 069   | Shawn Stasiak        | 02     | 059            |
| 071   | Bunkhouse Buck       | 01     | 057            |
| 072   | Bob Orton, Jr.       | 01     | 056            |
| 072   | Cactus Jack          | 01     | 056            |
| 072   | Kevin Sullivan       | 01     | 056            |
| 075   | Dino Bravo           | 01     | 054            |
| 075   | Mr. Wrestling        | 01     | 054            |
| 077   | Mark Jindrak         | 02     | 052            |
| 078   | The Patriot          | 02     | 050            |
| 078   | Brian Adams          | 02     | 050            |
| 078   | Bryan Clark          | 02     | 050            |
| 081   | Stan Lane            | 01     | 049            |
| 081   | Kane                 | 01     | 049            |
| 081   | The Undertaker       | 01     | 049            |
| 084   | Ron Harris           | 03     | 038            |
| 084   | Don Harris           | 03     | 038            |
| 086   | Mike Rotunda         | 01     | 035            |
| 086   | Juventud Guerrera    | 01     | 035            |
| 088   | Mark Youngblood      | 02     | 034            |
| 088   | Konnan               | 02     | 034            |
| 090   | Perry Saturn         | 02     | 027            |
| 091   | Bubba Ray Dudley     | 01     | 026            |
| 091   | D-Von Dudley         | 01     | 026            |
| 093   | Raven                | 01     | 022            |
| 094   | Curt Hennig          | 01     | 021            |
| 095   | 2 Cold Scorpio       | 01     | 020            |
| 095   | Chris Benoit         | 02     | 020            |
| 095   | Kendall Windham      | 01     | 020            |
| 098   | Dean Malenko         | 01     | 015            |
| 098   | David Flair          | 01     | 015            |
| 098   | Crowbar              | 01     | 015            |
| 098   | Jeff Hardy           | 01     | 015            |
| 098   | Matt Hardy           | 01     | 015            |
| 103   | Blackjack Mulligan   | 01     | 014            |
| 104   | Test                 | 01     | 013            |
| 105   | Scotty Rigs          | 01     | 09             |
| 106   | Johnny Grunge        | 01     | 08             |
| 106   | Rocco Rock           | 01     | 08             |
| 108   | Rufus R. Jones       | 01     | 07             |
| 109   | Bret Hart            | 01     | 06             |
| 109   | Goldberg             | 01     | 06             |
| 111   | Alex Wright          | 01     | 04             |
| 111   | Disco Inferno        | 01     | 04             |
| 113   | The Great Muta       | 01     | 01             |
| 113   | Vampiro              | 01     | 01             |
| 115   | Lieutenant Loco      | 01     | 0<1            |
| 115   | Corporal Cajun       | 01     | 0<1            |